# Colinus nigrogularis
El colín gorginegro, colín de garganda negra, bechita o codorniz cotuí yucateca (Colinus nigrogularis) es una especie de ave galliforme de la familia Odontophoridae propia de América Central.

## Distribución
Se distribuye en el norte de la península de Yucatán, en Belice y Honduras; también se ha reportado en el norte de Guatemala (El Petén) y en Nicaragua. En México sustituye en Yucatán a la codorniz cotuí norteña (Colinus virginianus), que se distribuye hasta Tabasco, por lo que se considera parte de una especiación alopátrica.

## Características
Es de menor tamaño que la codorniz norteña, y mide entre 17 y 20 cm. La cara de los machos es negra con rayas blancas arriba y abajo del ojo; la garganta también negra, mientras que la corona es parda rojiza. El pecho y el vientre es blanco con negro, en un patrón de escamas muy notorias. La espalda, alas y cola son pardas rojizas. Las hembras son similares a la codorniz cotuí norteña, con la garganta castaña.

## Historia natural
Al igual que su pariente norteña, emite un sonido parecido a cotuí, lo que le da el nombre vulgar a las dos especies. Habita en sabanas, campos de cultivo y malezas cercanas a cuerpos de agua.

## Subespecies
Se conocen cuatro subespecies de Colinus nigrogularis:
- Colinus nigrogularis persiccus - sudeste de México (Progreso en la Península de Yucatán).
- Colinus nigrogularis caboti - sudeste de México (norte de Campeche, Yucatán y norte de Quintana Roo).
- Colinus nigrogularis nigrogularis - Belice y zonas adyacentes de Guatemala.
- Colinus nigrogularis segoviensis - este de Honduras y noreste de Nicaragua.